# AK-74
El fusell d'assalt AK-74 és una versió modernitzada de l' AKM, que va ser desenvolupat el 1974 i és de calibre 5,45 mm, menor que el del seu predecessor. La seva producció en sèrie va començar aquest mateix any. Les sigles AK-74 signifiquen "Fusil Automàtic Kalashnikov Model 1974" (автомат Калашникова модель девятнадцать семьдесят четыре, "avtomat Kalashnikova model' devyatnadtsat' sem'desyat chetyre" en rus).

## Disseny
L'AK-74 té altres diferències de l'AKM, la més notable és el compensador allargat que redueix la desviació de les bales durant el foc automàtic. A l'AK-74M La culata, el guardamans, el pistolet i el carregador són de plàstic negre, en canvi l'AK-74N té el guardamans, el pistolet i la culata de fusta; a més el carregador porta reforços metàl·lics i té un color vermellós. Tots dos carregadors són intercanviables tant el 6L20 com el 6L23.
En la primera aparició, es va assumir que l'AK-74 seria una versió de producció limitada per equipar a les Forces Especials. En realitat, la Unió Soviètica anava produir massivament aquest fusell per reemplaçar en massa el seu inventaire de fusells AKM.
Com els seus parents, l'AK-47 i l'AKM, l'AK-74 és un fusell d'assalt amb foc selectiu, un carregador amb capacitat de 30 cartutxos fet amb poliamida semitranslúcida, un sistema de gas de pistó rígid i forrellat rotatiu. Hi ha dues versions de l'AKS-74: la de la infanteria motoritzada i la versió per als paracaigudistes . També s'han desenvolupat versions tant per a l' Exèrcit Rus, com per a la seva policia i unitats especials com l'FSB, l'OMON i algunes agències antiterroristes.
Quan els Estats Units van adoptar el M16 a mitjans de la dècada de 1960, aquest va cridar l'atenció dels soviètics, que immediatament van començar a desenvolupar la seva pròpia versió, amb el cartutx 5,45 x 39. Tot i el seu menor calibre i pes, és tan letal com el 7,62 x 39. Això és degut a una major velocitat i al diàmetre menor de la bala en si, de dubtosa legalitat internacional, i que provoca danys agreujats. Això es va veure a la Guerra de l'Afganistan (1978-1992), on el mujahidí la va anomenar "bala enverinada" ja que les ferides que produïa eren tan doloroses, que pensaven que en efecte estaven enverinades. En no dependre de més potència i amb el fre de boca millorat, s'aconsegueix que l'AK-74 tingui una reculada molt manejable. El defecte d'aquest cartutx, a més que és més complex i, per tant, més car de produir, és que la seva relació longitud-pes és pitjor que la del 5,56 x 45 OTAN, cosa que ho fa menys precís. Tot i que a la distància per a la qual es va dissenyar l'arma, funciona bé.
El calaix de mecanismes està fet amb xapa d'acer estampada, essent un préstec de l'AKM.
L'AK-74 té altres característiques que el distingeixen de l'AKM, especialment el distintiu fre de boca. Aquest redueix dràsticament el ja suau retrocés i l'elevació del canó de l'AKM, però té el desavantatge d'augmentar el soroll i la fogonada. Les versions actuals de l'AK-74 vénen equipades amb un riel al costat esquerre del calaix de mecanismes, que permeten instal·lar mires telescòpiques o nocturnes, això permet alhora que tant les mires òptiques com les mecàniques no es destorbin entre si i així i tot es mantingui la precisió; actualment també es fabriquen carregadors de gran capacitat per a l'AK-74.

## Variants
- AK-74M
- AK-74N
- AKS-74
- RPK-74
- AKS-74U
- AK-101
- AK-102
- AK-103
- AK-104
- AK-105
- Puşcă Automată model 1986

## Galeria

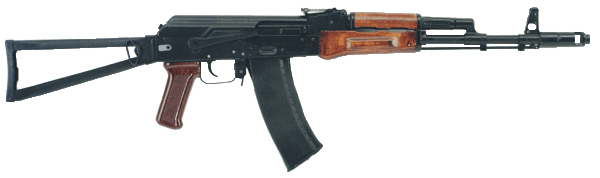
Un AKS-74.
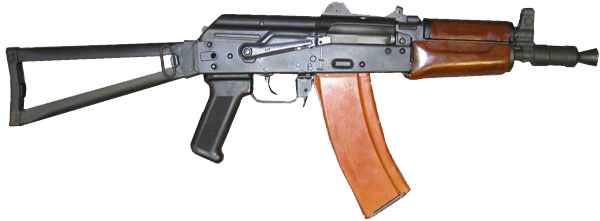
Un AKS-74U.
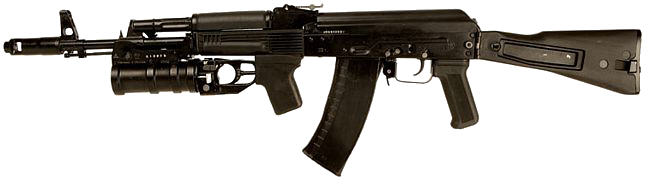
Un AK-74M amb GP-30.
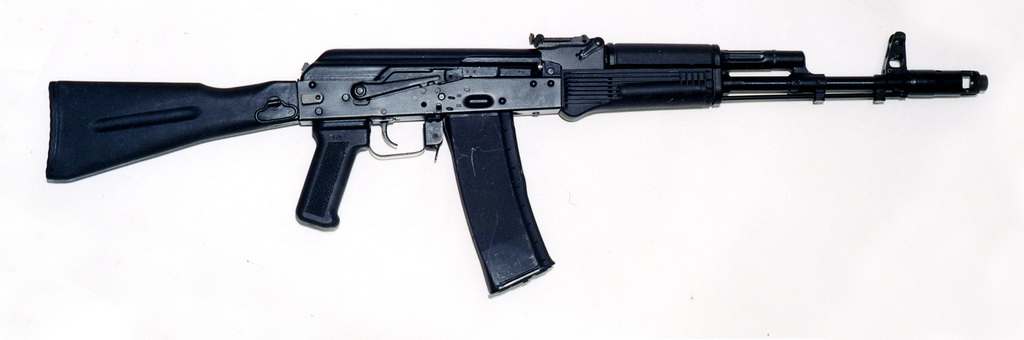
Un AK-101 de calibre 5,56 mm.
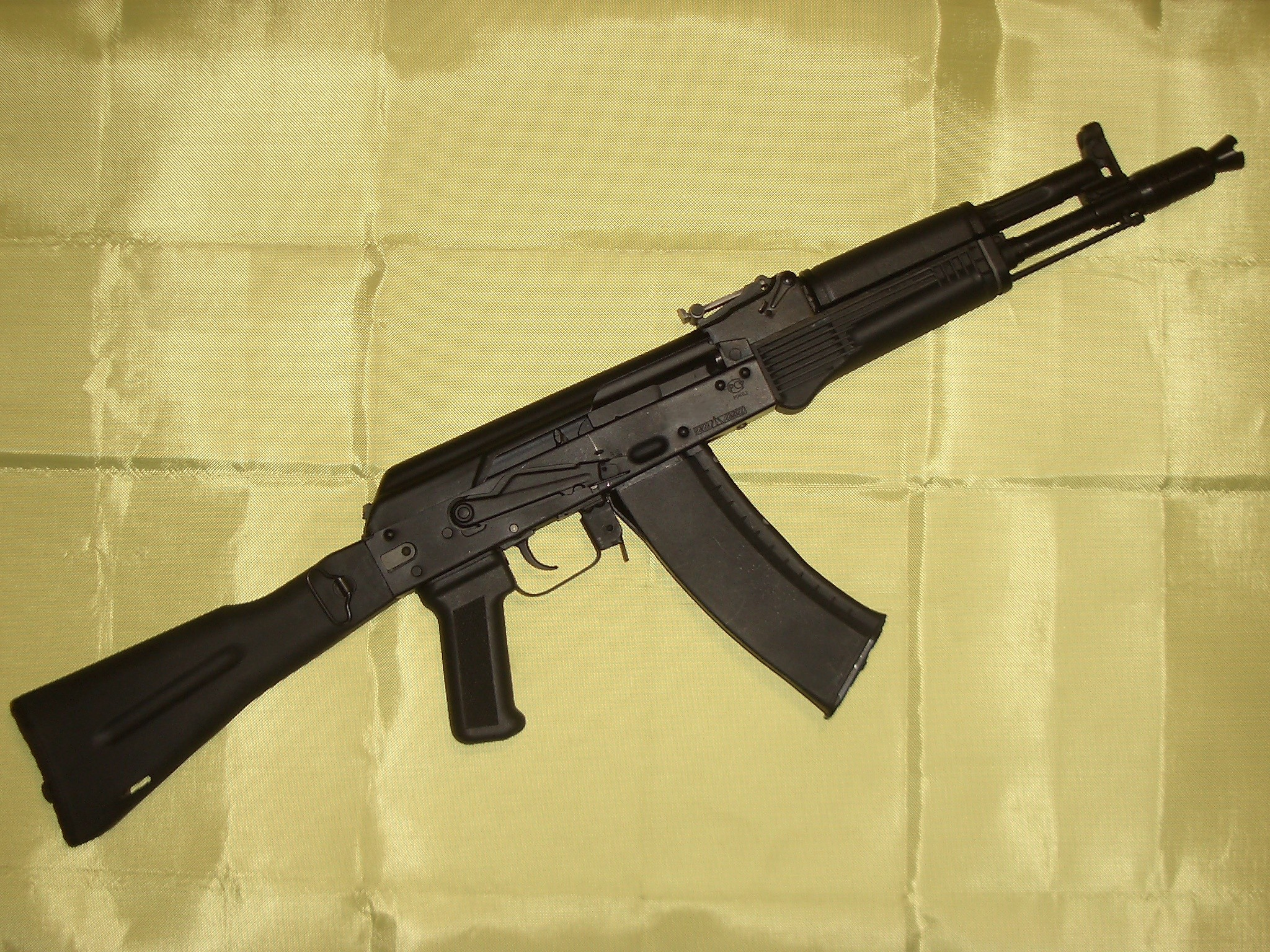
Un AK-105.

## Usuaris

### Actuals
- Afganistan: Kalakov.[1][2]
- Angola: comando del FAPLA.
- Armènia[2]
- Azerbaidjan:[2]AK-74M fabricat pel Ministeri de Defensa.[3][4][5]
- Belarús[2]
- Myanmar: En avaluació.[6]
- Bulgària: El AR-M1 (variante del AK-74) y el AKS-74U Arsenal J.S.Co.[7]
- Burundi: rebels burundienses.[8]
- Xina: amb nom Tipo 88, calibre 5,56 mm pel Ejército Popular Chino).
- Xipre: La Guàrdia Nacional de Xipre empra l'AK-74M.[9]
- Corea del Nord:[10] Type 88.[11] assistència tècnica de la Xina.[12]
- Costa d'Ivori[13]
- Cuba
- Emirats Àrabs Units: AR-M9 de Bulgària.[14]
- Estònia
- Geòrgia: Amb la carabina M4. i derivats de l'AR-15.[2]
- Indonèsia
- Kazakhstan[2]
- Kirguizstan[2]
- Lesotho[15]
- Letònia
- Líban: per la Policía.[16]
- Lituània
- Moldàvia[2]
- Mongòlia[2]
- Nicaragua
- Romania: per RATMIL: (Regia Autonomă pentru Producţia de Tehnică Militară).[17]
- Somàlia[2]
- Tadjikistan[2]
- Turkmenistan[2]
- Ucraïna[2]
- Uzbekistan[2]
- Veneçuela: Empra la variant AK-103.[18]
- Vietnam: Exèrcit Popular de Vietnam.

### Anteriors
- Alemanya Oriental Les variants MPi-AK-74N, MPi-AKS-74N i MPi-AKS-74NK van ser produïdes en l'arsenal estatal per un curt període des de 1983, sent retirades de servei després de la Reunificació alemanya.[19] El 1991, encara quedaven 171.925 fusells AK-74 als arsenals alemanys.[20]
- Croàcia[21] Les Forces Armades de Croàcia van emprar el MPi-AKS-74N.
- Unió Soviètica El va emprar per primera vegada durant la Guerra de l'Afganistan en 1979.[22] Heretat pels seus estats successors.
- Iugoslàvia : Heretat pels seus estats successors.